# Stadiumi Flamurtarit
Stadiumi Flamurtarit – piłkarski stadion w Prisztinie, w Kosowie. Na tym obiekcie swoje mecze rozgrywają kluby: KF Flamurtari Prisztina i KF Kosova Prisztina. Stadion może pomieścić 2000 osób.